# 曼弗雷德·金德
曼弗雷德·金德（德語：Manfred Kinder，1938年4月20日—），德国男子田径运动员。他曾代表德国联队、西德参加1960年、1964年和1968年夏季奥林匹克运动会田径比赛，获得一枚银牌和一枚铜牌。